# Lepidopilum furcatum
Lepidopilum furcatum là một loài rêu trong họ Daltoniaceae. Loài này được Thwaites & Mitt. mô tả khoa học đầu tiên năm 1873.